# 中井雅人
中井 雅人（なかい まさと）は、三菱UFJフィナンシャル・グループの人物。

## 来歴・人物
1986年4月 三菱銀行入行（現：三菱東京UFJ銀行 ）
2007年2月 三菱東京UFJ銀行を退職し、モバイルネットバンク設立調査の社長に就任。自らが立案したじぶん銀行の経営指揮を執る。
2009年4月 じぶん銀行の営業開始から9ヶ月後に更迭され、社長を解任となる。解任後の中井の処遇は明らかにされなかった。
中井の解任の5日後に発表された、じぶん銀行の平成21年3月期の業績は8,561百万円の経常損失であった。

## 略歴
- 1986年3月 東京工業大学 大学院 理工学研究科卒業
- 1986年4月 三菱銀行入行 神保町支店勤務
- 1991年6月 三菱銀行 調査部 ニューヨーク駐在
- 1995年6月 三菱銀行 調査部 調査役
- 1997年12月 東京三菱銀行 市場リスク管理部 調査役
- 1999年7月 東京三菱銀行 市場リスク管理部 主任調査役
- 2001年7月 東京三菱銀行 総合リスク管理室 次長
- 2003年5月 東京三菱銀行 IT事業部 次長
- 2006年6月 三菱東京UFJ銀行 ネット戦略室長
- 2007年2月 三菱東京UFJ銀行を退職
- 2007年2月 モバイルネットバンク設立調査 社長
- 2008年5月 じぶん銀行 社長
- 2009年4月 じぶん銀行社長を解任

## 受賞歴
モバイル・コンテンツ・フォーラムが主催するモバイルプロジェクト・アワード2005において、「はなうた検索」等と並び、「ケータイアプリバンキング」で優秀賞を受賞。

## 語録
- 「しょせん銀行のサービスなんてどこがやってもそんなに変わらないんです」

自ら経営するじぶん銀行を評して